# Podmokly (tvrz)
Podmokly jsou tvrz v katastrálním území Podmokel, IV. části statutárního města Děčína v Ústeckém kraji. Dle současného členění města tvrz leží na území městské části Děčín V-Rozbělesy v Ústecké ulici na okraji obchodní zóny.

## Historie
V letech 1872 a 1920 byly na místě dochované tvrze nalezeny základy zdí dvou budov, které mohly patřit starší zaniklé tvrzi z patnáctého století, kdy Podmokly patřily Vartenberkům a později Asmanovi z Worgowitzu. Od jeho stejnojmenného potomka získali v roce 1545 vesnici rytíři z Bünau. Když v roce 1576 zemřel Günter z Bünau, byl jeho majetek rozdělen mezi dědice, a Podmokly získal Jindřich mladší z Bünau, který si zde nechal postavit renesanční tvrz. K podmokelskému panství patřilo asi dvacet vesnic. Po Jindřichově smrti je zdědil Jindřich starší z Bünau na Děčíně a Günter z Bünau na Šenštejně, přičemž z Günterovy části vzniklo bynovské panství. V podmokelské tvrzi poté bydleli pouze úředníci.

## Stavební podoba
Tvrz původně měla podobu uzavřeného dvora opevněného pravděpodobně příkopem. Dochovala se mladšími úpravami výrazně pozměněná dvoukřídlá budova s křížovými klenbami a se schodišťovou okrouhlou věží v nároží.